# Championnats du monde de badminton 1999
Navigation
Glasgow 1997 Séville 2001

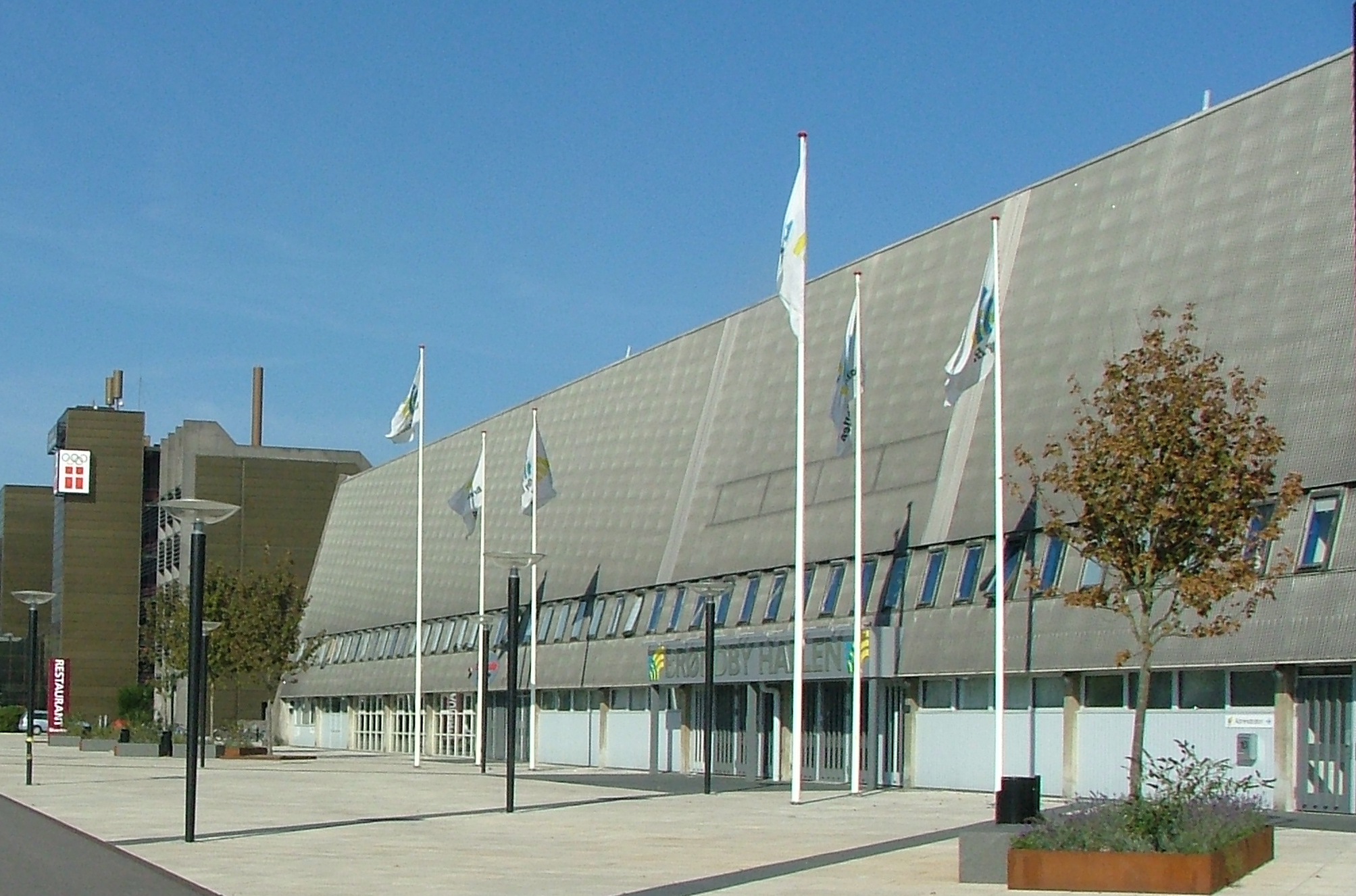
Arena Brøndby

Les 11e Championnats du monde de badminton se sont tenus du 10 au 23 mai 1999 au Brøndby Arena à Copenhague au Danemark. La compétition a été organisée par la fédération internationale de badminton.

## Résultats
| Épreuve       | Or                            | Argent                        | Bronze                           |
| ------------- | ----------------------------- | ----------------------------- | -------------------------------- |
| Simple hommes | Sun Jun                       | Fung Permadi                  | Peter Gade                       |
| Simple hommes | Sun Jun                       | Fung Permadi                  | Poul-Erik Høyer Larsen           |
| Simple dames  | Camilla Martin                | Dai Yun                       | Gong Ruina                       |
| Simple dames  | Camilla Martin                | Dai Yun                       | Mette Sørensen                   |
| Double hommes | Ha Tae-kwon et Kim Dong-moon  | Lee Dong-soo et Yoo Yong-sung | Zhang Wei et Zhang Jun           |
| Double hommes | Ha Tae-kwon et Kim Dong-moon  | Lee Dong-soo et Yoo Yong-sung | Simon Archer et Nathan Robertson |
| Double dames  | Ge Fei et Gu Jun              | Ra Kyung-min et Chung Jae-hee | Qin Yiyuan et Gao Ling           |
| Double dames  | Ge Fei et Gu Jun              | Ra Kyung-min et Chung Jae-hee | Ann Jørgensen et Majken Vange    |
| Double mixte  | Kim Dong-moon et Ra Kyung-min | Simon Archer et Joanne Goode  | Liu Yong et Ge Fei               |
| Double mixte  | Kim Dong-moon et Ra Kyung-min | Simon Archer et Joanne Goode  | Michael Søgaard et Rikke Olsen   |

## Tableau des médailles
| Rang | Nation         | Or | Argent | Bronze | Total |
| ---- | -------------- | -- | ------ | ------ | ----- |
| 1    | Corée du Sud   | 2  | 2      | 0      | 4     |
| 2    | Chine          | 2  | 1      | 4      | 7     |
| 3    | Danemark       | 1  | 0      | 5      | 6     |
| 4    | Angleterre     | 0  | 1      | 1      | 2     |
| 5    | Taipei chinois | 0  | 1      | 0      | 1     |